# 觸控筆

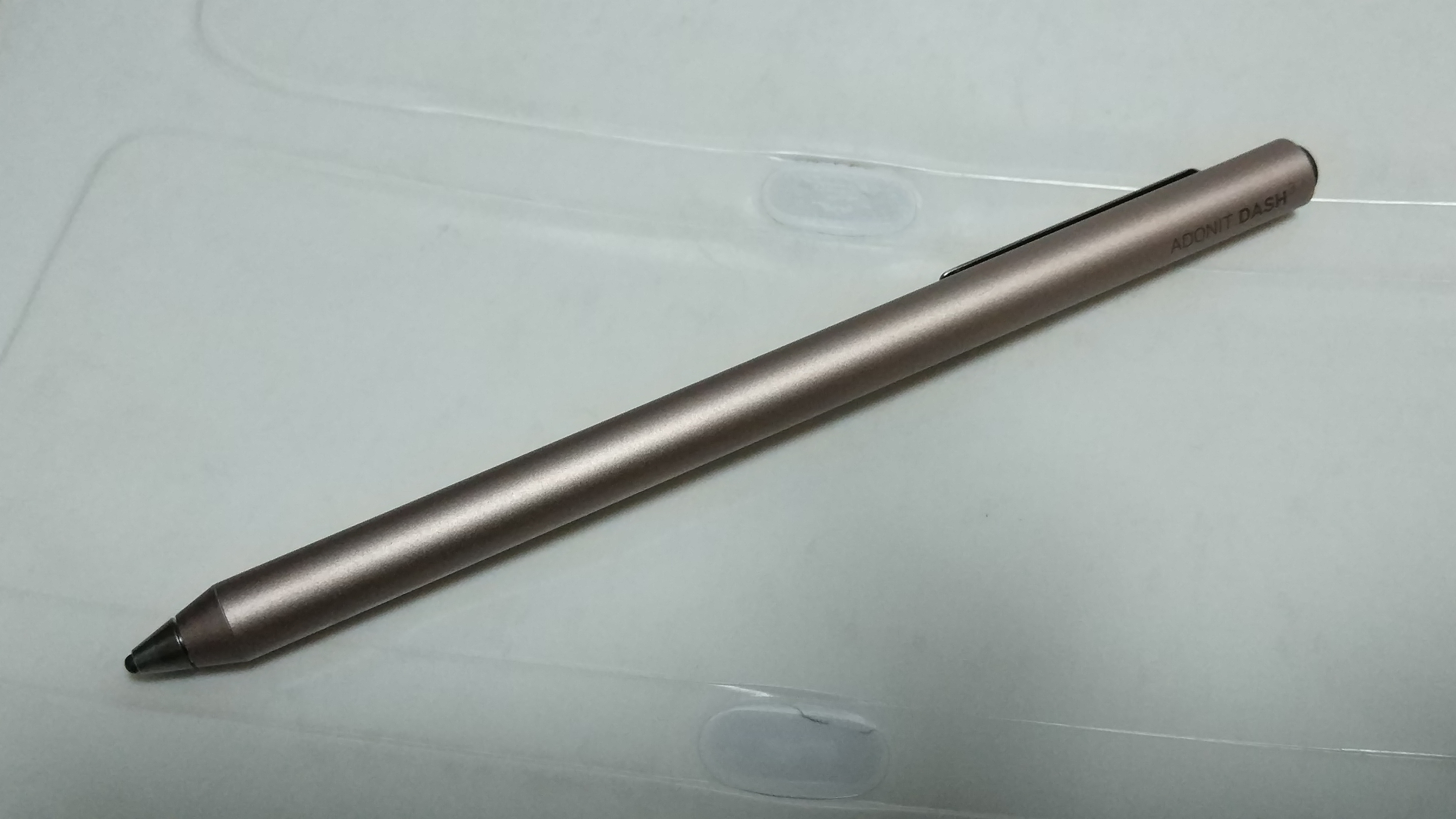
Adonit Dash 3

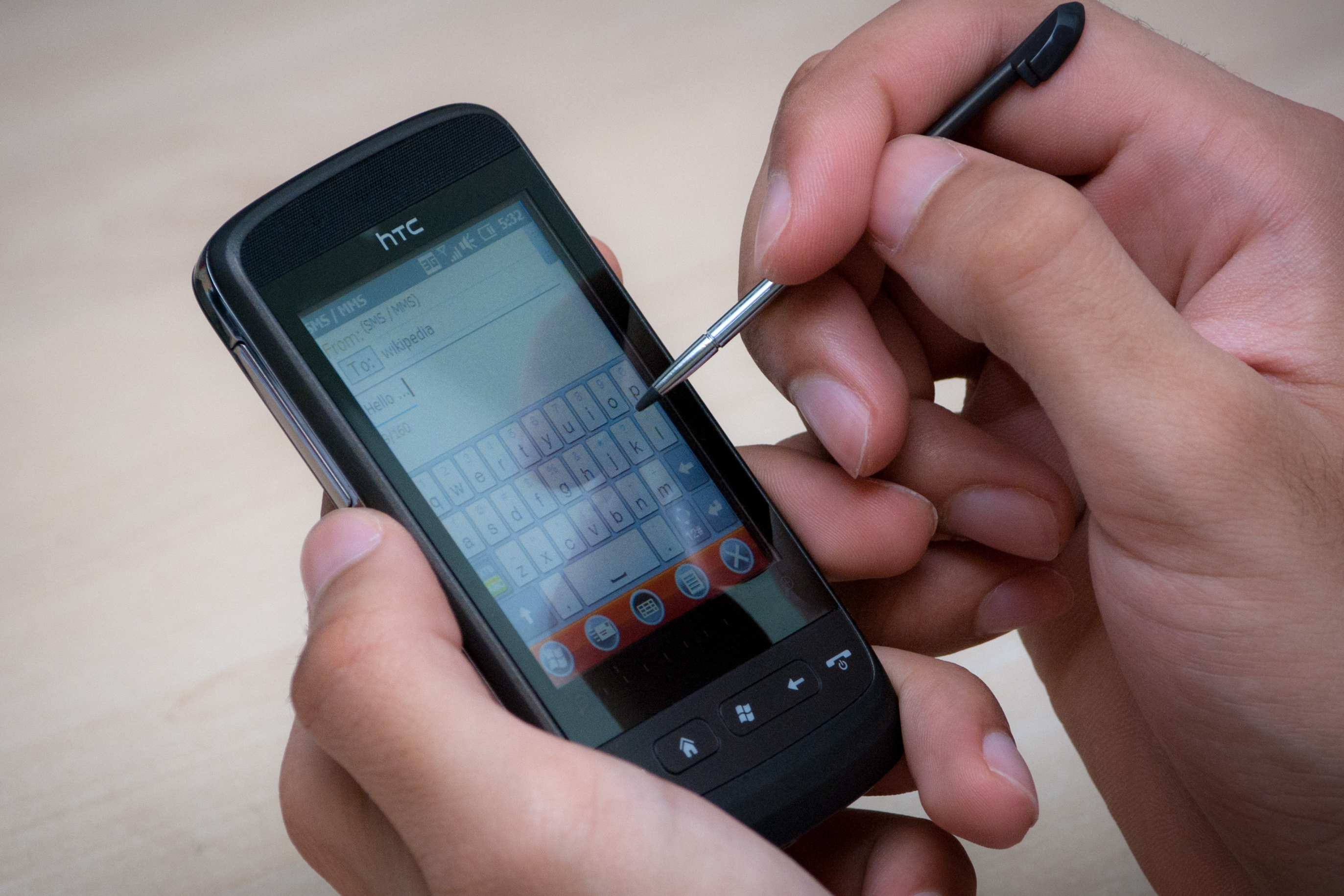
智能手機的觸控筆

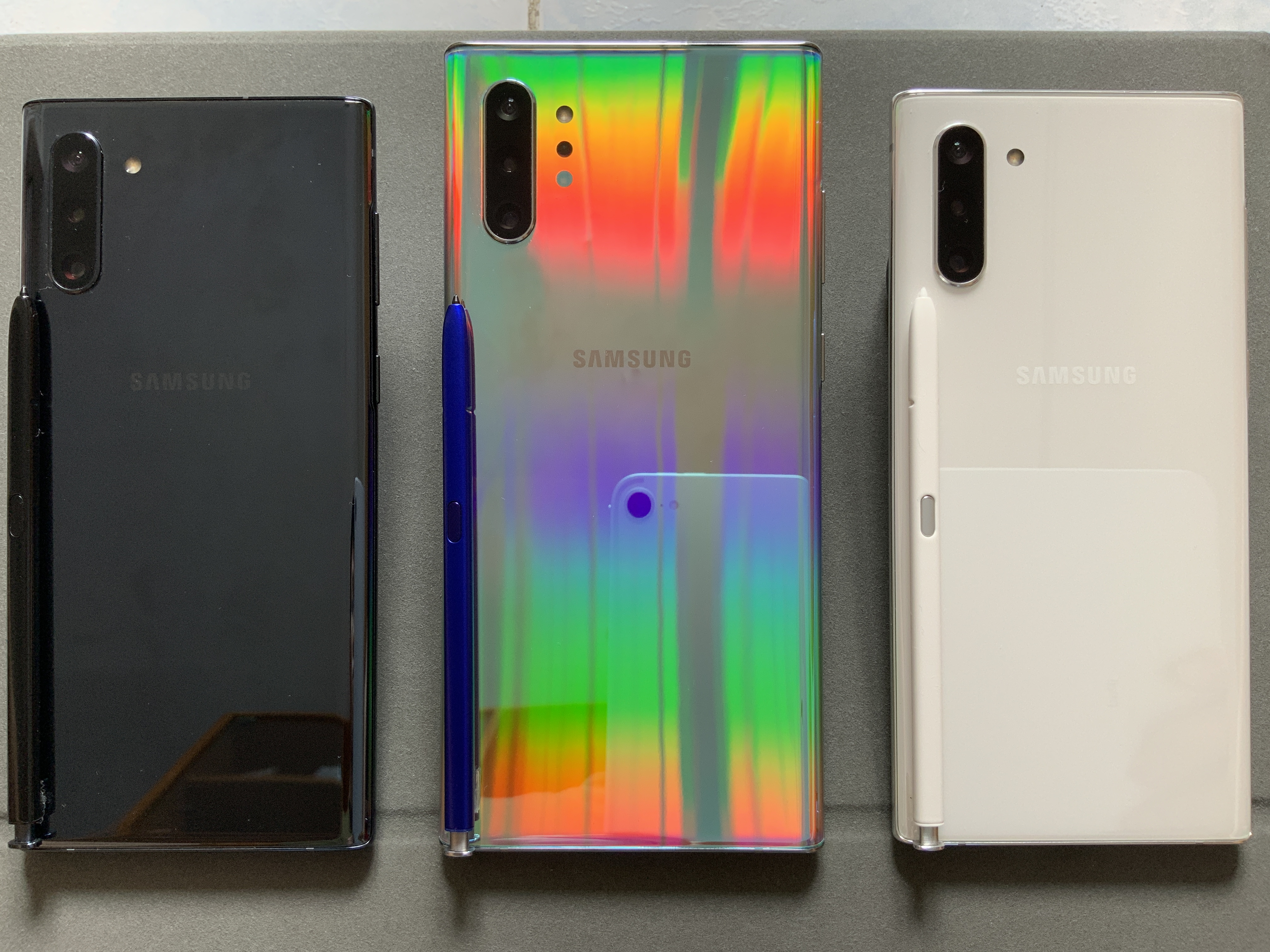
Galaxy Note 10上的S-pen電磁筆

觸控筆（stylus或是stylus pen）是一種小筆形的工具，用來輸入指令到電腦螢幕、行動裝置、繪圖板等具有觸控式螢幕的設備，使用者可以透過觸控筆點擊觸控螢幕來選取檔案或繪畫。
還有一種筆型的輸入裝置，大小比觸控筆大得多，但是有提供一些特殊功能，如快捷按鈕、電子橡皮擦、壓力靈敏度等，這種工具通常叫做數位筆。
觸控筆是個人數位助理（personal digital assistants, PDA）的主要輸入設備，同時也用在任天堂的NDS及N3DS。有些智慧型手機，像是Windows Mobile，也使用觸控筆當作輸入設備。然而，隨著多點觸控的功能出現，以手指觸碰螢幕控制在智能手機市場越來越受歡迎；而這些以手指輸入的觸控裝置也可以使用電容觸控筆，做為藝術創作與書寫文字之用，以Apple Pencil最具代表性。
大部分二合一设备兼容触控笔，PC机上主流的技术是N-trig 和wacom。

## 外部鏈接
维基共享资源上的相關多媒體資源：觸控筆